# Pholcus jiuwei
Espèce
Pholcus jiuwei est une espèce d'araignées aranéomorphes de la famille des Pholcidae.

## Distribution
Cette espèce est endémique du Liaoning en Chine,.

## Description
Le mâle holotype mesure 4,33 mm.

## Étymologie
Cette espèce est nommée en l'honneur de Jiu-wei Bian.

## Publication originale
- Tong & Ji, 2010 : Three new species of the spider genus Pholcus (Araneae: Pholcidae) from Liaodong Mountain, China. Entomologica Fennica, vol. 21, p. 97-103.